# Palazzo presidenziale (Chișinău)
Il Palazzo presidenziale della Repubblica di Moldavia (in romeno Clădirea Președinției Republicii Moldova) è un edificio di Chișinău, la capitale del Paese, che funge da sede e residenza ufficiale del Presidente della Repubblica. La struttura è situata nel centrale viale dedicato a Stefano il Grande.

## Storia

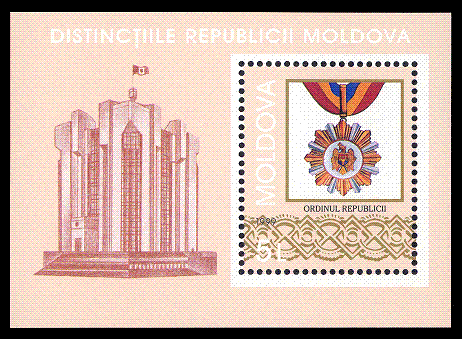
Il palazzo raffigurato su un francobollo del 1999

L'edificio è stato costruito tra il 1984 e il 1987 sul sito di una chiesa luterana tedesca risalente agli anni '30 del XIX secolo. Fu progettato come nuova sede per il Soviet Supremo della RSS Moldava dagli architetti Yuri Tumanean, Arkady Zaltman e Viktor Iavorski.
Il 27 agosto 1991, la dichiarazione d'indipendenza della Moldavia fu adottata e firmata dal Soviet Supremo proprio in questo palazzo. Dopo che la Moldavia ottenne l'indipendenza, l'edificio venne adibito a residenza del Presidente della Moldavia.

### Danneggiamento e ristrutturazione

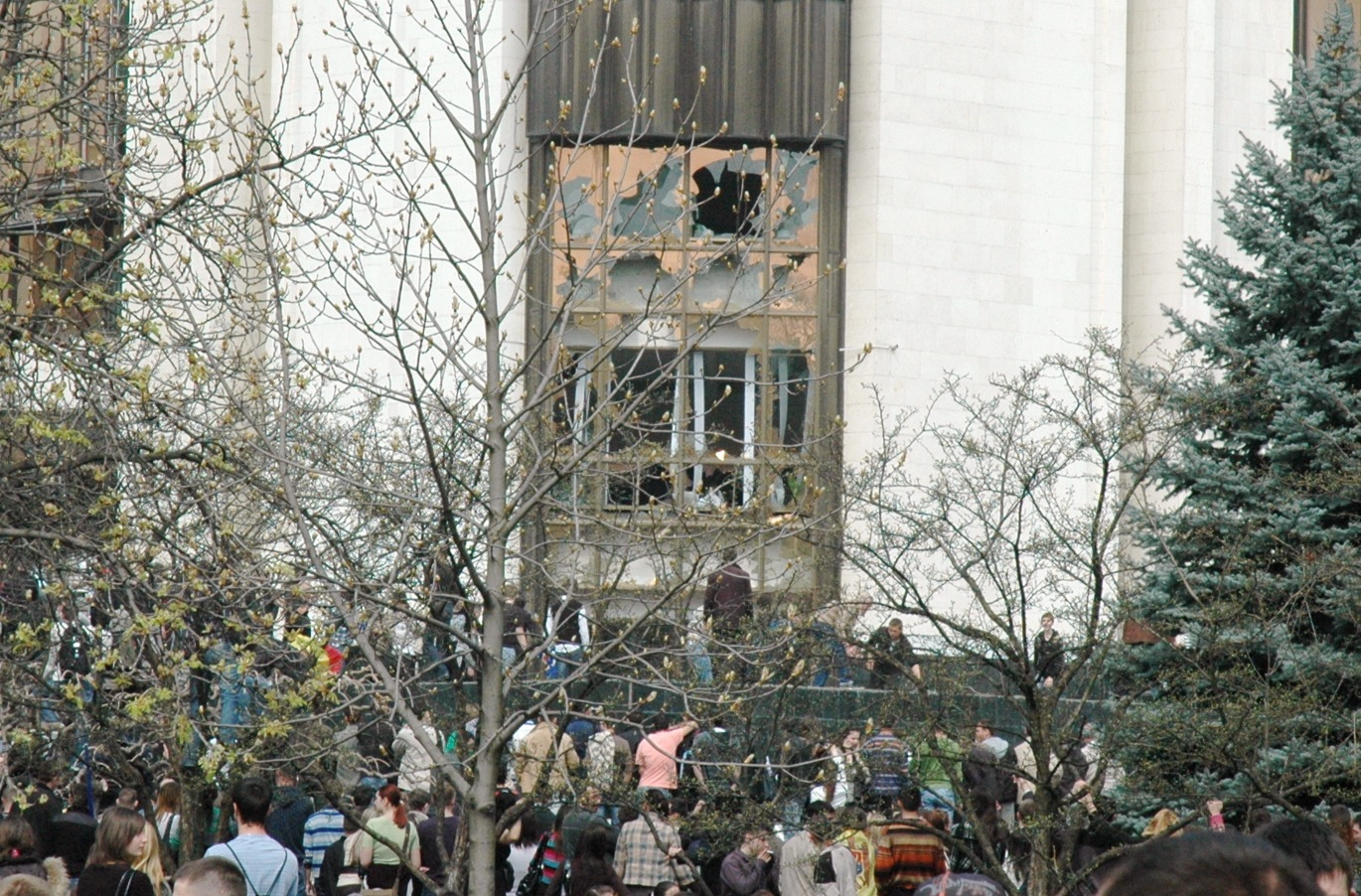
Il palazzo durante le proteste del 2009

Durante le proteste del 2009, il palazzo è stato preso d'assalto e parzialmente distrutto; come conseguenza, è stato chiuso. I lavori di ristrutturazione iniziarono nello stesso anno, ma furono interrotti nel 2010 a causa di una mancanza di fondi. Il 17 ottobre 2018, grazie al sostegno economico del governo turco elargito durante i primi anni della presidenza di Igor Dodon e alla presenza del capo di stato turco Recep Tayyip Erdoğan, il palazzo è stato riaperto. I lavori sono stati realizzati da un'impresa edile di Ankara. Dopo la ristrutturazione, nel gennaio 2019, il Presidente moldavo Dodon ha invitato gli ex presidenti Petru Lucinschi e Mircea Snegur a un tour del palazzo appena rinnovato. Nel successivo aprile ai giornalisti moldavi è stato offerto un tour del palazzo per mostrare alla stampa risultati dei lavori di ristrutturazione. Sempre durante la presidenza Dodon è stata introdotta una giornata a porte aperte (in rumeno Ziua Ușilor Deschise) per dare la possibilità ai giovani moldavi di visitare l'edificio.

## Descrizione

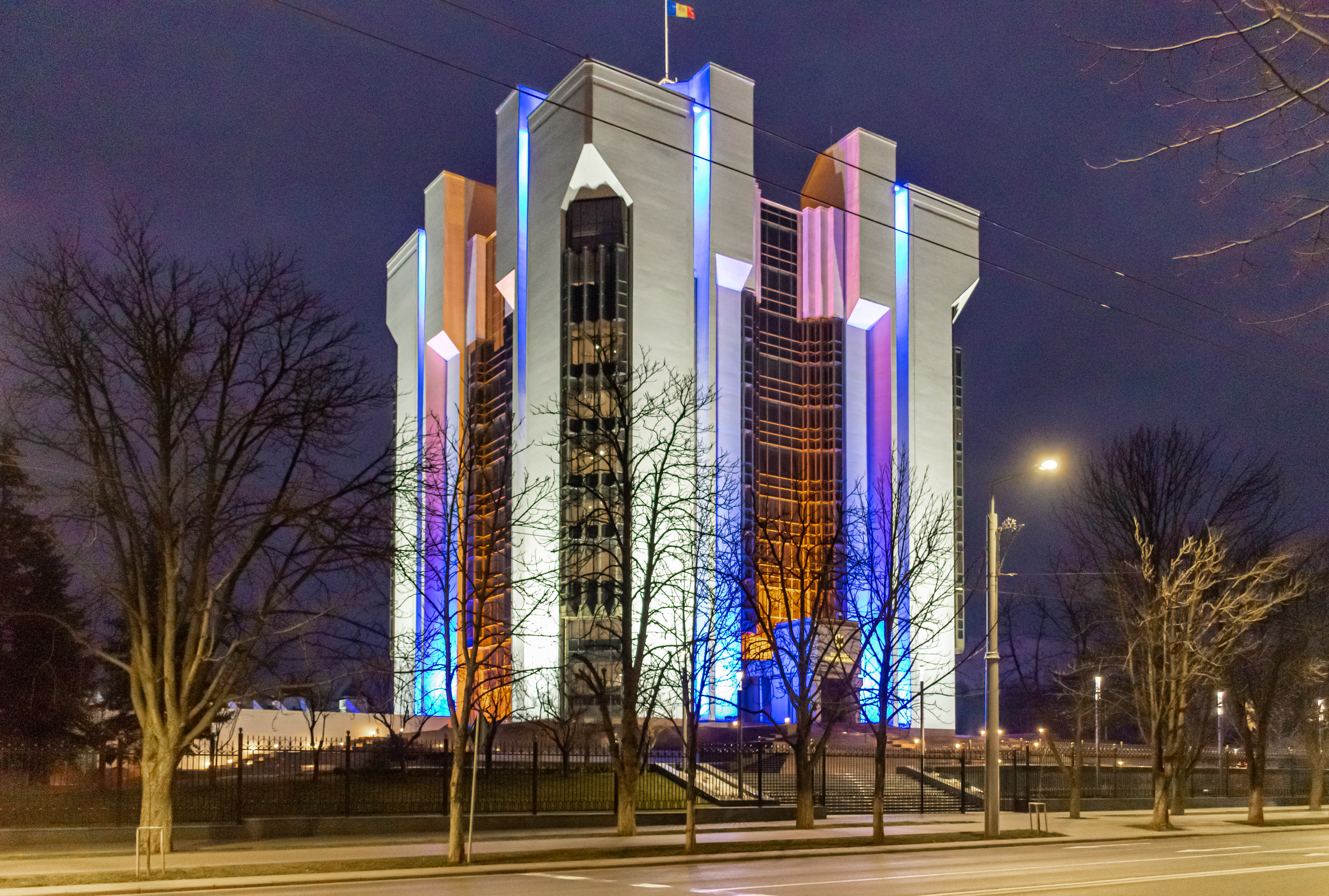
Il palazzo di notte

L'edificio è in cemento armato, rivestito con lastre di pietra bianca e con ampie porzioni ricoperte da vetri dorati. Il basamento e le scale di accesso sono realizzati in marmo rosso e nero. Sopra il portale centrale si trovano lo stemma della Repubblica e la scritta "Președinția Republicii Moldova" (Presidenza della Repubblica di Moldavia), entrambi realizzati in bronzo.